# Leticia Herrería
Leticia Herrería de la Lastra (Santoña, Cantabria, 29 de noviembre de 1958) es una ex gimnasta rítmica española. Junto con el conjunto español, logró la medalla de bronce en el Campeonato Mundial de Madrid en 1975, primera medalla internacional oficial de la selección nacional en la modalidad de conjuntos.

## Biografía deportiva

### Inicios

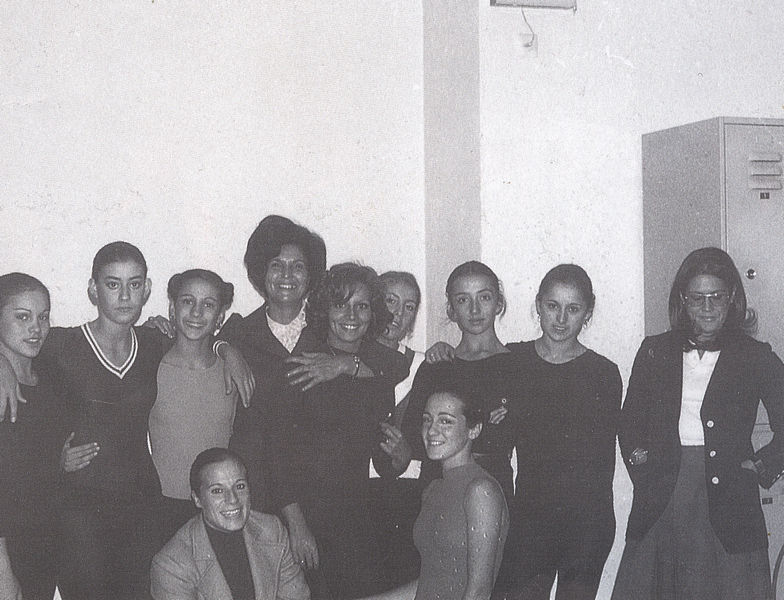
Leticia (abajo, derecha) con la selección en la preparación del Mundial (1975).

Se trasladó a vivir a Madrid en el año 1967 y comenzó a practicar gimnasia con 8 años, en el Colegio Mª Virgen (Hijas de Jesús). Con 12 años, siendo entrenada por Carmen Algora (Gori), comenzó a participar en competiciones de gimnasia deportiva (actual gimnasia artística). En 1973 participó en Madrid en el primer curso de entrenadoras y jueces de gimnasia rítmica, organizado por la Federación Española de Gimnasia e impartido por las entrenadoras Egle Abruzzini de Italia y Madame Abad de Hungría. A partir de aquel curso, su entrenadora Carmen Algora se pasó a la gimnasia rítmica y Leticia comenzó a entrenar con ella en el Club Cuartel de la Montaña. Este, junto al Club Moscardó, eran los dos únicos clubs de gimnasia madrileños que había entonces. En el I Campeonato de España Escolar, Leticia logró en modalidad individual 5 medallas de oro en la general y en los 4 aparatos. En abril de 1975, en el  I Campeonato de España de Gimnasia Rítmica, disputado en Madrid, obtuvo la medalla de oro en cuerda.

### Etapa en la selección nacional
Formó parte de la primera selección nacional de gimnasia rítmica de España, creada por la Federación Española de Gimnasia en 1974. Integró como titular el conjunto español de gimnasia rítmica. La seleccionadora del equipo era la búlgara Ivanka Tchakarova, que contaba con la ayuda como entrenadora de Carmen Algora. En un primer momento entrenaron en el gimnasio de la Delegación Nacional de Deportes, donde no había moqueta, y posteriormente pasaron al Gimnasio Moscardó de Madrid. Hacia junio de 1975 viajó con la selección a Bulgaria para una concentración de dos meses en Sofía y Varna.
El 24 de noviembre de 1975, en el Campeonato del Mundo de Madrid, el conjunto logró la medalla de bronce en el concurso general, siendo la primera medalla internacional oficial del conjunto español. El ejercicio que realizaron fue el de 3 pelotas y 3 cuerdas, y el equipo estaba integrado en dicho campeonato por Leticia, Carmen Lorca, Herminia Mata, María Eugenia Rodríguez, María José Rodríguez y Marilín Such, además de Teresa López, Mercedes Trullols y Cathy Xaudaró como suplentes. Las gimnastas españolas individuales en el Mundial fueron María Jesús Alegre, Begoña Blasco y África Blesa. Aunque el inicio de la competición estaba inicialmente previsto para el 20 de noviembre, tuvo que ser retrasado debido a la muerte de Francisco Franco. Leticia abandonó la selección nacional en 1977.

### Retirada de la gimnasia
Tras su retirada, estudió INEF en Madrid de 1980 a 1985. Ha sido, hasta 1998, entrenadora y jueza internacional de gimnasia rítmica. Además, fue coreógrafa del equipo nacional de gimnasia artística femenina (1985 - 1987) y directora de la Escuela Nacional de Gimnasia (1986 - 1990). En 1986 comenzó también a ser Profesora de Educación Física en el Colegio San Patricio de El Soto de la Moraleja (Alcobendas), donde sigue impartiendo clase en la actualidad.

## Palmarés deportivo

### Selección española
| 1975 - Campeonato del Mundo de Madrid Bronce en concurso general |

## Premios, reconocimientos y distinciones
- Anchoa Honorífica de Plata en la Gala del Deporte de Santoña (2018)[6]